# Polarna noć
Polarna noć je prirodni fenomen koji se pojavljuje sjeverno od Arktičkog kruga i južno od Antarktičkog kruga, a tijekom kojeg Sunce ne izlazi iznad obzora tj. noć traje 24 sata na dan. Vrijeme tijekom kojeg sunce ne izlazi ovisi o zemljopisnom položaju mjesta, a varira od 20 sati na samim krugovima do 186 dana na polovima.

## Poveznice
- polarni dan